# Snåsa
Snåsa (tiếng Nam Sami: Snåase) là một đô thị ở hạt Trøndelag, Na Uy. Đô thị này thuộc vùng Innherad Trung tâm hành chính của đô thị này là làng Snåsa. Snåsa đã được lập thành một đô thị ngày 1 tháng 1 năm 1838 (xem formannskapsdistrikt). Lierne đã được tách khỏi Snåsa vào ngày 1 tháng 1 năm 1874.

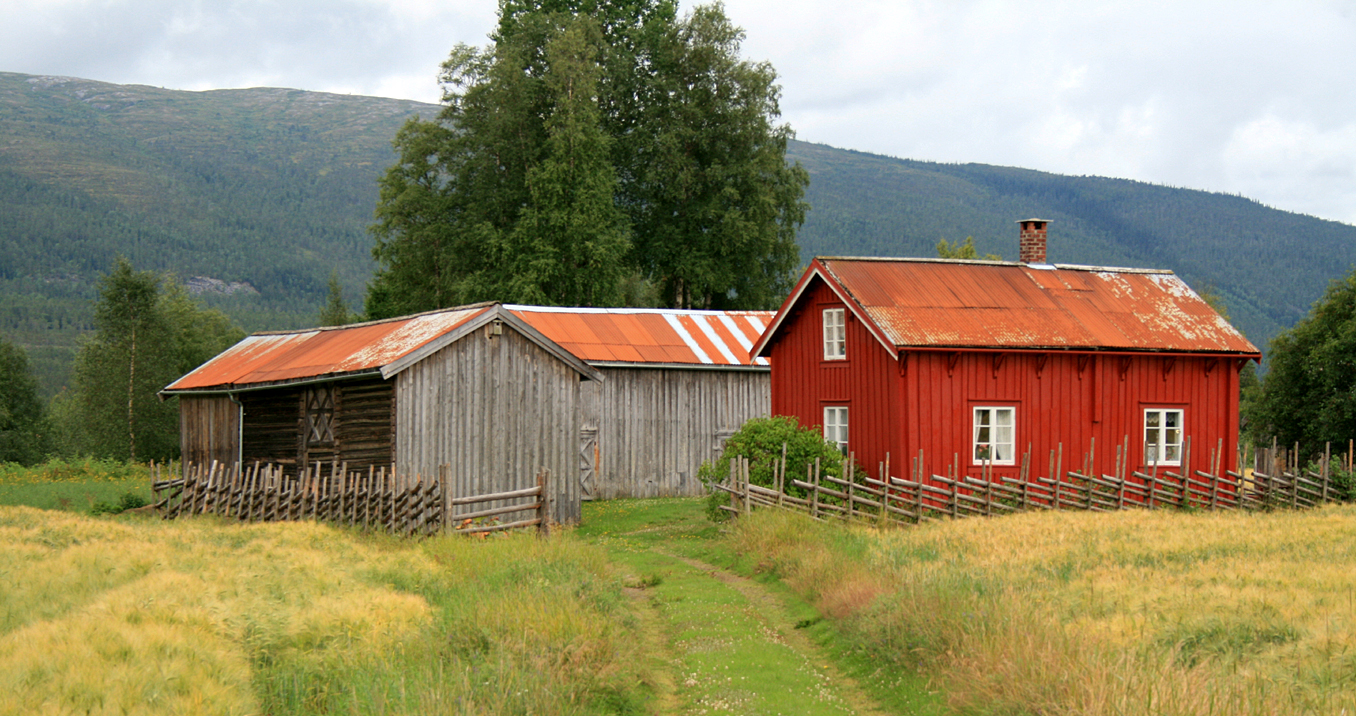
Sandmo, husmannsplass cũ

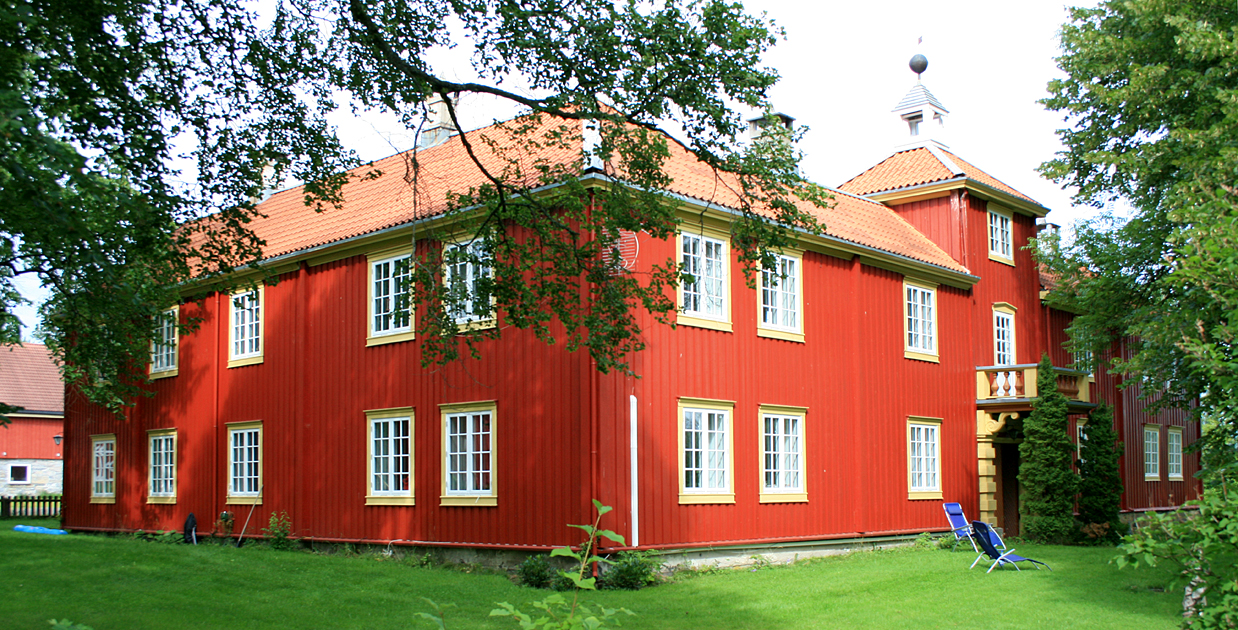
Toà nhà thế kỷ 18

Snåsa có cự ly khoảng 180 kmvề phía tây bắc của Trondheim, còn biên giới với Thụy Điển ở phía đông bắc. Snåsa giáp các đô thị Overhalla, Grong, và Lierne ở phía bắc và đông, Steinkjer và Verdal ở phía tây và nam. Hồ lớn thứ 6 Na Uy, Snåsavatnet có một phần nằm ở đô thị này.